# Venezuela en los Juegos Bolivarianos
Venezuela participa en los Juegos Bolivarianos desde su primera edición, realizada en Bogotá en 1938.
El país está representado ante los Juegos Bolivarianos por el Comité Olímpico Venezolano, y fue sede del certamen en cuatro oportunidades: en 1951, 1970, 1981 y 1989, realizados respectivamente en Caracas, Maracaibo, Barquisimeto y nuevamente en Maracaibo.
Venezuela fue líder del podio por 13 ediciones continuas, entre 1961 y 2009. Hasta el momento mantiene la primera posición en la tabla histórica de países participantes del certamen.

## Medallero histórico[1]
| Año     | País                 | Sede                        | Posición | Oro  | Plata | Bronce | Total |
| ------- | -------------------- | --------------------------- | -------- | ---- | ----- | ------ | ----- |
| 1938    | Bandera de Colombia  | Bogotá                      | 4/6      | 10   | 7     | 4      | 21    |
| 1947-48 | Bandera de Perú      | Lima                        | 5/6      | 8    | 11    | 6      | 25    |
| 1951    | Bandera de Venezuela | Caracas                     | 2/6      | 33   | 31    | 31     | 95    |
| 1961    | Bandera de Colombia  | Baranquilla                 | 1/5      | 49   | 37    | 25     | 111   |
| 1965    | Bandera de Ecuador   | Quito y Guayaquil           | 1/6      | 62   | 52    | 30     | 144   |
| 1970    | Bandera de Venezuela | Maracaibo                   | 1/6      | 76   | 57    | 58     | 191   |
| 1973    | Bandera de Panamá    | Ciudad de Panamá            | 1/5      | 56   | 63    | 57     | 176   |
| 1977    | Bandera de Bolivia   | La Paz                      | 1/6      | 79   | 71    | 51     | 201   |
| 1981    | Bandera de Venezuela | Barquisimeto                | 1/6      | 140  | 91    | 67     | 298   |
| 1985    | Bandera de Ecuador   | Ambato, Cuenca y Portoviejo | 1/6      | 91   | 86    | 45     | 222   |
| 1989    | Bandera de Venezuela | Maracaibo                   | 1/6      | 141  | 80    | 70     | 291   |
| 1993    | Bandera de Bolivia   | Santa Cruz y Cochabamba     | 1/6      | 111  | 78    | 58     | 247   |
| 1997    | Bandera de Perú      | Arequipa                    | 1/6      | 121  | 110   | 84     | 315   |
| 2001    | Bandera de Ecuador   | Ambato                      | 1/6      | 189  | 145   | 80     | 414   |
| 2005    | Bandera de Colombia  | Armenia y Pereira           | 1/6      | 179  | 136   | 105    | 420   |
| 2009    | Bandera de Bolivia   | Sucre                       | 1/6      | 200  | 168   | 108    | 476   |
| 2013    | Bandera de Perú      | Trujillo                    | 2/11     | 161  | 168   | 128    | 457   |
| 2017    | Bandera de Colombia  | Santa Marta                 | 2/11     | 94   | 96    | 102    | 292   |
| Total   | Total                |                             | 1/11     | 1800 | 1487  | 1109   | 4396  |